# Gouvernement Manuel García Prieto (2)

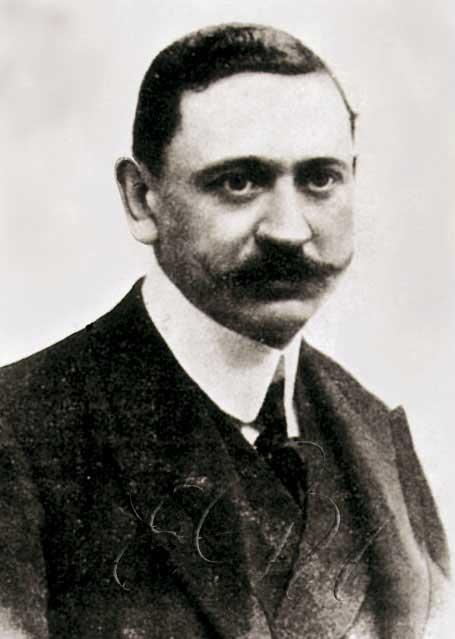
Manuel García Prieto

Le second gouvernement Manuel García Prieto est le gouvernement du royaume d'Espagne en fonction du 19 avril 1917 au 11 juin 1917.